# (27709) Orenburg
(27709) Orenburg est un astéroïde de la ceinture principale.

## Description
(27709) Orenburg est un astéroïde de la ceinture principale. Il fut découvert le 13 février 1988 à La Silla par Eric Walter Elst. Il présente une orbite caractérisée par un demi-grand axe de 3,00 UA, une excentricité de 0,07 et une inclinaison de 9,4° par rapport à l'écliptique.

## Compléments